# Parkland Memorial Hospital
O Parkland Memorial Hospital é um hospital localizado em Dallas, Texas, Estados Unidos. É o principal hospital do sistema de saúde local e serve como hospital público do Condado de Dallas.

## História
O hospital original foi inaugurado em 1894 e o edifício era feito de madeira. O nome Parkland veio do local onde o hospital fora construído, uma espaço que originalmente havia sido reservado pelo governo da cidade para a construção de um parque. Em 1913 uma construção em tijolos substituiu o prédio de madeira.

### Assassinato de JFK
Em 22 de novembro de 1963, o então presidente dos Estados Unidos John F. Kennedy, foi levado ao Parkland Hospital após ser baleado quando fazia um desfile em carro aberto pelas ruas da cidade. Ao saber que um cidadão ilustre estava à caminho do hospital, um dos responsáveis reservou a maior sala de emergência cirúrgica e deslocou para lá dois de seus melhores médicos, bem como um aparelho de anestesia e um equipamento de ressuscitação.
Todos os esforço de ressuscitação, como uso de ventilação controlada, aparelho de respiração e traqueostomia foram feitos. Também foi solicitado sangue do banco de sangue do hospital e realizada uma massagem cardíaca. Porém, apesar de todas as medidas que foram tomadas, não houve qualquer evidência de atividades no eletrocardiograma.
Às treze horas o presidente foi declaro morto. O anúncio oficial feito Malcolm Kilduff para todos os repórteres presentes em uma sala improvisada aconteceu à uma 1:33. Em seguida o padre Oscar Huber realizou uma última prece e, o corpo foi colocado em um caixão e saiu do hospital acompanhado por Jackie Kennedy e agentes do serviço secreto até o Força Aérea Um, que voaria direto para Washington em seguida.
Dois dias após a morte de Kennedy, o hospital Parkland atendeu Lee Harvey Oswald, acusado de ter assassinado o presidente. Ele foi tratado em uma sala diferente da que John Kennedy havia sido atendido. Oswald também faleceu e seu assassino, Jack Ruby sofreu uma embolia pulmonar causada por um câncer e também foi atendido no Parkland, em 3 de janeiro de 1967.

## Na cultura popular
Em 2013 foi lançado o filme Parkland, com vários actores de renome, tais como Billy Bob Thornton, Zac Efron e Marcia Gay Harden, e dirigido por Peter Landesman, que utilizou como inspiração o livro de Vincent Bugliosi: O Assassinato do Presidente Kennedy. 
A história conta o percurso de vários intervenientes nesse dia fatídico e nos três dias seguintes, descrevendo com especial destaque os acontecimentos que ocorreram no hospital e os vários intervenientes no socorro do Presidente JFK e posteriormente Lee Harvey Oswald.